# Провинција Суо
Суо (јап. 周防国) је једна од 66 историјских провинција Јапана, која је постојала од почетка 8. века (закон Таихо из 703. године) до Мејџи реформи у другој половини 19. века. Суо се налазио на западном делу острва Хоншу, на обали Унутрашњег мора.
Царским декретом од 29. августа 1871. све постојеће провинције замењене су префектурама. Територија Суо одговара источном делу данашње префектуре Јамагучи.

## Географија
Суо је на југу излазио на Унутрашње море. На северу се граничио са провинцијама Нагато и Ивами,  а на истоку са провинцијом Аки.